# Muhammad Qasim Nanautavi
Maulana Muhammad Qasim Nanautavi (Urdu مولانا محمد قاسم نانوتوی; geb. 1832; gest. 15. April 1880) war ein indischer sunnitischer hanafitischer maturiditischer Islamgelehrter, Theologe und Sufi, der zu den Hauptbegründern der Deobandi-Bewegung gehörte. 
Er gründete mit einer Gruppe puritanischer indischer Wahhabiten die Islamische Hochschule von Deoband in Zentral-Uttar Pradesh, Indien, um dem britischen Bildungsmodell entgegenzuwirken.
Manazir Ahsan Gilani (1892–1956) ist Verfasser einer Biographie.

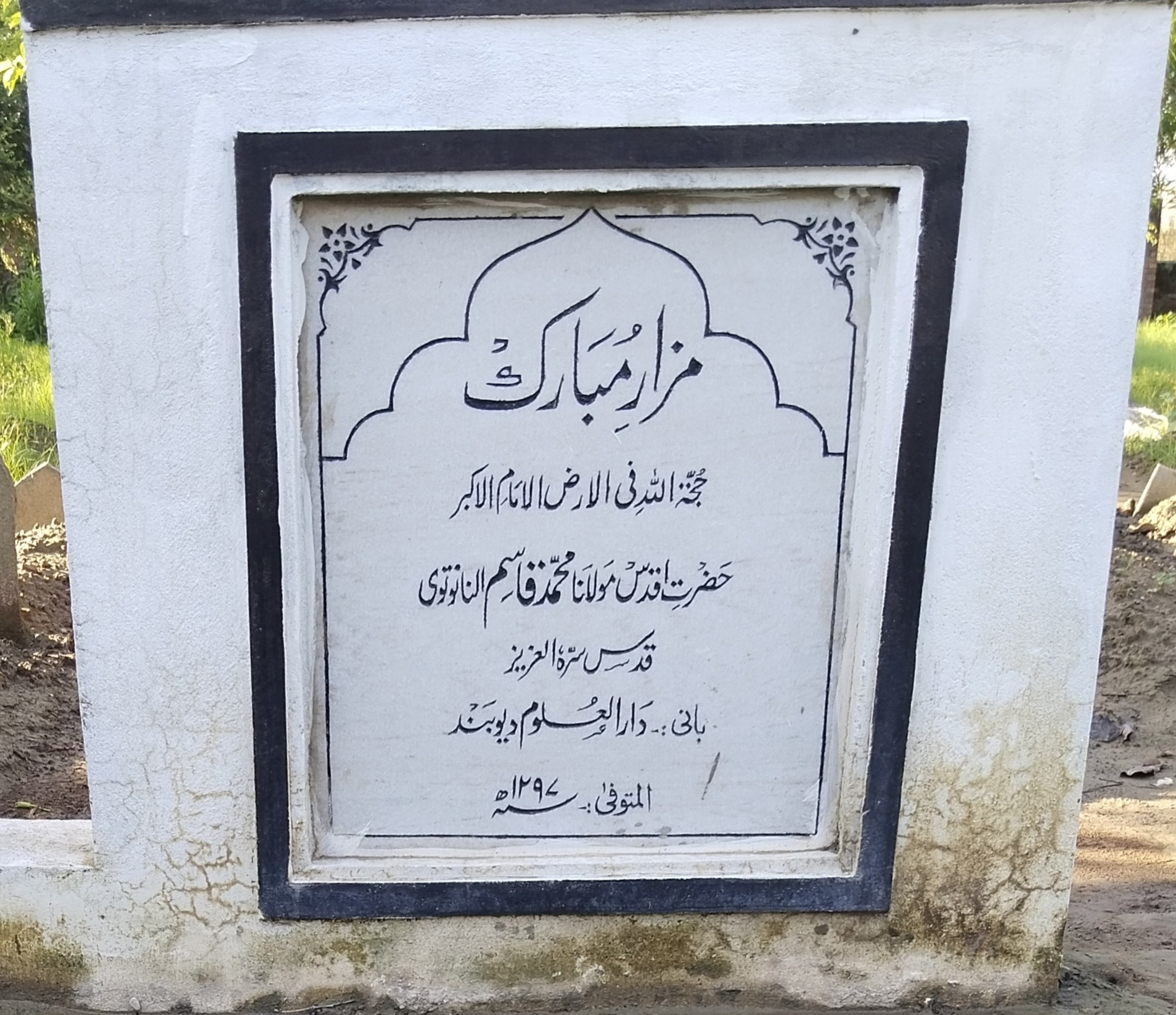
Grab